# Goyocephale
Goyocephale ("Goyova hlava") byl rod býložravého ptakopánvého dinosaura z čeledi Pachycephalosauridae. Žil na území dnešní pouště Gobi v Mongolsku v období svrchní křídy (věk kampán, asi před 86 až 72 miliony let). Tento menší "tlustolebý" dinosaurus byl formálně popsán v roce 1982 mongolskými a polskými paleontology. Je znám víceméně jen podle fosilií temenní části lebky, spodních čelistí a fragmentů postkraniální kostry.

## Popis
Typovým a dosud jediným známým druhem je G. lattimorei. Holotyp má označení GI SPS 100/1501 a šlo o jedince dlouhého asi 1,8 metru. Hmotnost živočicha se zřejmě pohybovala kolem 10-40 kilogramů. Delší dobu probíhá mezi paleontology debata, zda jde o samostatný validní rod, nebo jen o nedospělý exemplář rodu Homalocephale. Novější analýzy však naznačují, že jde o platný a samostatný rod.